# Pepperidge Farm
Pepperidge Farm (umgangssprachlich kurz „Pep Farm“) ist eine US-amerikanische Handelsmarke für Backwaren. Das gleichnamige Unternehmen wurde 1937 von Margaret Rudkin gegründet.

## Entwicklung
Nachdem 1939 ein Artikel über Rudkins „bread de luxe“ im Reader’s Digest  erschienen war, kamen Bestellungen aus den gesamten USA und Kanada. 1940 wurde die Bäckerei aus der Garage in ein ehemaliges Norwalker Autoverkaufsgeschäft verlegt. Nach kurzer Zeit buk das Unternehmen 1.000 Brotlaibe pro Woche. Sieben Jahre später zog das Unternehmen erneut in eine geeignetere Anlage um. In Pennsylvania wurde 1949 die erste Filiale eröffnet, eine weitere 1953 in Illinois. In den 1950er Jahren begann das Unternehmen mit Fernsehwerbung. In den 1960er Jahren wurde die Produktpalette erweitert, über 1.000 Mitarbeiter arbeiteten bei Pepperidge Farm und das Jahresgeschäft lag bei 32 Mio. US-$.

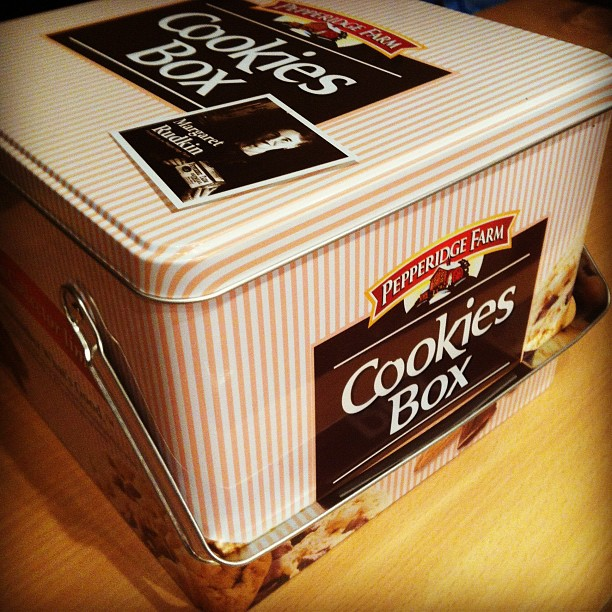
Pepperidge Farm Keksbox

1961 verkaufte Rudkin das Unternehmen für 28 Mio. US-$. an die Campbell Soup Company. Seither ist Pepperidge Farm eine der Konzernmarken. 1966 übernahm Pepperidge Farm Anteile an dem Süßwarenhersteller Godiva, bevor dieser später vom Mutterkonzern vollständig übernommen wurde.
Im Jahr 2000 erzielte die Marke Pepperidge Farm 12,3 % (800 Mio. US-$) des Umsatzes von Campbell Soup, 2010 waren es bereits 19,5 % (1,5 Mrd. US-$). 2009 gab es neun Produktionsstandorte.
Unter der Marke hergestellte Produkte sind in erster Linie Kekse, Brot, Bitterschokolade und verschiedene weitere Backwaren. Diese werden vor allem in den USA vertrieben.

## Trivia
In der Cartoon-Serie Family Guy wird ein nostalgisch aufgemachter Werbespot der Marke parodiert, der auf die lange Tradition des Unternehmens Bezug nimmt. Das Standbild der entsprechenden Szene wurde zum bekannten und verbreiteten Internet-Meme "Pepperidge Farm remembers", bei dem mit Wehmut und Sarkasmus an – im Auge der Ersteller erstrebenswerte – Zustände in der Vergangenheit erinnert wird, die nicht mehr der aktuellen Norm entsprechen.

## Bücher
- The Margaret Rudkin Pepperidge Farm Cookbook. 1981, ISBN 978-0-448-01382-4 (Nachdruck).